# Royce do Cavaco
Royce do Cavaco, nascido Royce Todoverto (São Paulo, 8 de outubro de 1961) é cavaquinista, cantor e compositor brasileiro, considerado um dos maiores intérpretes de sambas-enredo. Como intérprete oficial, teve passagens por Rosas de Ouro, Águia de Ouro, X-9 Paulistana, Nenê de Vila Matilde, Acadêmicos do Tatuapé, Tom Maior e Unidos de Vila Maria.

## Carreira carnavalesca
Intensamente ligado ao carnaval paulistano, Royce passou a fazer parte do mundo do samba ainda jovem, quando tocava seu cavaco nas rodas de samba formadas durante os jogos de futebol de várzea na capital paulista, acompanhando os irmãos. Dessa forma, conheceu muitos nomes nas escolas de samba Mocidade Alegre e Rosas de Ouro, passando a frequentar esta última e a integrar a ala de compositores. No entanto, passou a ter destaque um pouco mais tarde, quando venceu sua primeira composição de samba-enredo na Águia de Ouro em 1982, sendo também o intérprete da agremiação naquele mesmo ano. Em 1983 tornou-se intérprete oficial da Rosas de Ouro, onde permaneceu até 1994, sendo campeão 6 vezes (1983, 1984, 1990, 1991, 1992, 1994). Depois foi para a X-9 Paulistana, e lá foi campeão duas vezes (1997 e 2000).
Como compositor, Royce foi autor de muitos sambas-enredo, sendo cinco deles para a Águia de Ouro, entre 1982 e 1986, período em que esteve na agremiação da Vila Pompéia (esteve por lá também em 1993 como intérprete) e também na Rosas e em outras agremiações, como a Juventude Alegre, de Piraju, onde teve um samba-enredo de sua autoria no carnaval este ano (o último samba-enredo vencedor do músico no carnaval paulistano foi o de 2003, na X-9). Ganhou o Prêmio Nota 10 (entregue pelo jornal Diário de São Paulo aos melhores do Carnaval Paulistano) de Melhor Intérprete nos anos de 2006, 2009 e 2011.

## Carreira fora do carnaval
Royce é um dos intérpretes de samba-enredo que optou pela carreira de cantor profissional e pode ser visto fazendo apresentações o ano todo. Tem um estilo inconfundível, e possui em seu trabalho a influência do samba carioca sem perder a tradição de sua terra. E foi fazendo carreira solo que conseguiu projetar sua imagem em todo o Brasil. Royce gravou seu primeiro disco no ano de 1988, após ter conquistado o segundo lugar em um concurso de pagode promovido pela Rádio Manchete um ano antes.
Mas seu maior sucesso até hoje na mídia foi a música Frente a Frente, que ficou seis meses nas primeiras colocações das rádios. Foi nessa ocasião que o músico atingiu o auge de sua carreira, na segunda metade da década de 1990, quando chegou a gravar quatro álbuns consecutivamente (1994 a 1997).
Também já compôs alguns sucessos, entre eles Dádiva de Deus, Coisa do Destino, Ter e Não Ter e Receio, ao lado do amigo e também compositor Sidnei Castello Branco, o Sidão.
Paralelamente à função de intérprete, depois de mais de quatro anos sem gravar, em 2006 lançou mais um álbum, o nono de sua carreira, cuja música de trabalho é o sucesso Não é Hora Prá Chorar. Em 2009, lançou em agosto a música Lição de Amor, tema do personagem Clemente, do ator Bemvindo Sequeira, na novela Bela, a Feia. A canção é a primeira do artista incluída em uma trilha sonora de novela.

## Discografia
- 1988 – Nova Manhã
- 1990 – Coração Feito Menino
- 1992 – A Saudade Dói
- 1994 – Ter e Não Ter
- 1995 – Frente a Frente
- 1996 – Meu Coração É Teu
- 1997 – Atração Fatal
- 2001 – O Som Brasileiro
- 2006 – Da Magia da Avenida aos Palcos da Vida